# Cécile Decugis
Cécile Régine Decugis (* 15. Mai 1930 in Marseille; † 11. Juni 2017 in Boulogne-Billancourt) war eine französische Filmeditorin, sowie Regisseurin einiger Kurzfilme. Sie zählt mit ihrer Montage von Werken wie Außer Atem (Regie: Jean-Luc Godard) und Schießen Sie auf den Pianisten (Regie: François Truffaut) zu den bedeutenden Editorinnen der Nouvelle Vague. Ihr engster Kreativ-Partner war der Regisseur Éric Rohmer, für den sie neun abendfüllende Spielfilme montierte, darunter Meine Nacht bei Maud.

## Leben und Werk

### Politisches Engagement und eigene Regiearbeiten
Cécile Decugis setzte sich seit den 1950er Jahren mit den Anliegen und Auswirkungen des algerischen Unabhängigkeitskampfes auseinander. 1956 lud der Regisseur René Vautier sie ein, in dem gerade unabhängig gewordenen Tunesien seinen Kurzspielfilm Goldene Ketten (Anneaux d'or) zu schneiden. Während dieser Zeit drehte Decugis zusammen mit dem tunesischen Produzenten Hédi Ben Khalifa ihre erste Regiearbeit, den 1957 erschienenen Dokumentar-Kurzfilm Les Réfugiés, der die Lebensbedingungen von algerischen Kriegsflüchtlingen entlang der algerisch-tunesischen Grenze zeigt. Der Film war eine Auftragsarbeit der tunesischen Regierung. Er wurde der UNO gezeigt, als Tunesien im November 1957 aufgenommen wurde und um Unterstützung zur Lösung seiner Probleme bat.
Am 9. März 1960 wurde Cécile Decugis in Paris verhaftet; zu dem Zeitpunkt arbeitete sie gerade mit Truffaut an Schießen Sie auf den Pianisten. Sie wurde zu fünf Jahren Haft verurteilt, weil sie unter ihrem Namen eine Wohnung für einen Aktivisten der algerischen Unabhängigkeitsbewegung FLN angemietet hatte. Während ihrer Zeit im Gefängnis von La Roquette unterstützte Truffaut sie finanziell. Nach zwei Jahren wurde sie vorzeitig entlassen.
Im Jahr 2007 fand Decugis das Negativ von Les Réfugiés wieder, allerdings ohne Ton. Sie beschloss, den Film noch mal neu zu konzipieren. Sie nahm eine Sprachebene auf, in der sie die inzwischen über 50 Jahre alten dokumentarischen Bilder als teilweise manipulativ kritisierte. Die Überarbeitung des Films bekam den Titel La Distribution de Pain und wurde 2011 veröffentlicht.
Sofern man Les Réfugiés und La Distribution de Pain als getrennte Werke zählt, führte Decugis bei insgesamt zehn kurzen und mittellangen Filmen Regie, darunter vier fiktionalen Werken. Ihr letzter Film, René ou le roman de mon père (2016), besteht hauptsächlich aus Familienfotos und der Kommentarstimme von Cécile Decugis. Darin wirft sie einen Blick zurück auf ihre Herkunft, ihre Mutter Paule, und ihren im Alter von 37 an Tuberkulose verstorbenen Vater René.
Cécile Decugis selbst wurde 87 Jahre alt. Im September 2017, wenige Monate nach ihrem Tod, zeigte die Cinémathèque française eine Werkschau ihrer Regiearbeiten, die sie noch zu Lebzeiten zusammen mit Nicole Brenez konzipiert hatte. 2018 widmete das italienische Festival Il Cinema Ritrovato ihren Regiearbeiten ebenfalls eine Werkschau, die von Garance Decugis und Bernard Eisenschitz kuratiert wurde.

## Filmografie (Auswahl)

### Montage
Wo nicht anders ausgewiesen, handelt es sich um einen Kinospielfilm.
- 1957: Die Unverschämten (Les Mistons) – Kurzspielfilm, Regie: François Truffaut
- 1958: Goldene Ketten (Les Anneaux d'or) – Kurzspielfilm, Regie: René Vautier
- 1958: Charlotte und ihr Kerl / Monolog für zwei (Charlotte et son Jules) – Kurzspielfilm, Regie: Jean-Luc Godard
- 1959: Alle Jungen heißen Patrick (Charlotte et Véronique ou Tous les garçons s’appellent Patrick) – Kurzspielfilm, Regie: Jean-Luc Godard
- 1960: Außer Atem (À bout de souffle) – Regie: Jean-Luc Godard
- 1960: Schießen Sie auf den Pianisten (Tirez sur le pianiste) – Regie: François Truffaut
- 1963: Cuixart, permanencia del barroco – kurzer Dokumentarfilm, Regie: Jean-André Fieschi
- 1966: Brigitte und Brigitte (Brigitte et Brigitte) – Regie: Luc Moullet
- 1968: Les Contrebandières – Regie: Luc Moullet
- 1969: Meine Nacht bei Maud (Ma nuit chez Maud) – Regie: Éric Rohmer
- 1970: Claires Knie (Le genou de Claire) – Regie: Éric Rohmer
- 1971: Sklavin der Wollust (La Débauche) – Regie: Jean-François Davy
- 1972: Le Seuil du vide – Regie: Jean-François Davy
- 1972: L'Italien des Roses – Regie: Charles Matton
- 1972: Die Liebe am Nachmittag (L'Amour l'après-midi) – Regie: Éric Rohmer
- 1975: Dreyfus ou L'intolérable vérité – Dokumentarfilm, Regie: Jean Chérasse
- 1975: Lily, hab mich lieb (Lily aime-moi) – Regie: Maurice Dugowson
- 1975: Il pleut sur Santiago – Regie: Helvio Soto
- 1976: Die Marquise von O. (La Marquise d’O…) – Regie: Éric Rohmer
- 1976: Goldflocken – Experimentalfilm, Regie: Werner Schroeter
- 1978: Perceval le Gallois – Regie: Éric Rohmer
- 1978: La Prise du pouvoir par Philippe Pétain – Dokumentarfilm, Regie: Jean Chérasse
- 1981: Die Frau des Fliegers (La Femme de l'aviateur) – Regie: Éric Rohmer
- 1982: Die schöne Hochzeit (Le Beau Mariage) – Regie: Éric Rohmer
- 1983: Pauline am Strand (Pauline à la plage) – Regie: Éric Rohmer
- 1984: Vollmondnächte (Les Nuits de la pleine lune) – Regie: Éric Rohmer
- 1989: Natalia – Regie: Bernard Cohn
- 1993: Parpaillon – Regie: Luc Moullet

### Regie
- 1957: Les Réfugiés – kurzer Dokumentarfilm, Regie zusammen mit Hédi Ben Khalifa [1]
- 1965: Le Passage – mittellanger Spielfilm [4]
- 1984: Italie aller retour – mittellanger Spielfilm [5]
- 1985: Une soirée perdue – Kurzspielfilm [6]
- 1986: Edwige et l'amour – Kurzspielfilm [7]
- 1999: Paris Hiver 1986–1987 – kurzer Dokumentarfilm [8]
- 1999: La grève de la batellerie, Paris, été 1985 – kurzer Dokumentarfilm [9]
- 2009: Renault-Seguin, la fin – mittellanger Dokumentarfilm [10]
- 2011: La Distribution de pain – kurzer Dokumentarfilm, Neu-Konzeption von Les Réfugiés [1]
- 2016: René ou le roman de mon père – Dokfilm-Essay [2]

### Schnittassistenz
- 1959: Sie küßten und sie schlugen ihn (Les Quatre Cents Coups) – Regie: François Truffaut